# Coil
Coil va ser un grup de música experimental anglès format el 1982 a Londres i dissolt el 2005. Inicialment concebut com un projecte en solitari pel músic John Balance (del grup Psychic TV), Coil es va convertir en un projecte a temps complet amb la incorporació del seu company Peter Christopherson de Psychic TV, que abans havia estat també membre del grup pioner de música industrial Throbbing Gristle. El treball de Coil va explorar temes relacionats amb l'ocultisme, la sexualitat, l'alquímia i les drogues, alhora que va influir en gèneres com el rock gòtic, el neofolk i el dark ambient.

## Història
Després de la publicació del seu EP de debut de 1984, How to Destroy Angels, Coil es va unir a Some Bizzare Records i va publicar dos àlbums de llarga durada, Scatology (1985) i Horse Rotorvator (1986). El 1985 el grup va començar a treballar en una sèrie de bandes sonores, entre elles la partitura rebutjada per a Hellraiser. Després de marxar de Some Bizzare, Coil va establir el seu propi segell discogràfic, Threshold House, a través del qual va produir i publicar Love's Secret Domain (1991). Les dificultats financeres van frenar el treball del grup a principis de la dècada de 1990 abans de tornar al projecte amb obres com Astral Disaster (1999) i la sèrie Musick to Play in the Dark composta pel Vol. 1 (1999) i Vol. 2 (2000), a més de publicar diversos projectes amb àlies com ara Black Light District, ELpH i Time Machines.
Balance i Christopherson van ser els únics membres permanents del grup. Altres col·laboradors al llarg de la història de Coil van ser Stephen Thrower, Danny Hyde, Drew McDowall, William Breeze, Thighpaulsandra i Ossian Brown. Amb la implicació d'aquests membres, el grup també va crear alguns segells discogràfics independents més petits, com Eskaton i Chalice. La primera actuació en directe del grup en 16 anys va ser el 1999, i va donar inici a una sèrie de minigires que durarien fins al 2004. Després de la mort accidental de John Balance el 13 de novembre de 2004, Christopherson va anunciar formalment que Coil com a entitat creativa havia deixat d'existir, posant fi a la discografia de Coil amb The Ape of Naples (2005). Des d'aleshores s'han publicat treballs pòstums i recopilacions de material inèdit. Christopherson va morir el 2010.

## Estètica
Tot i que el seu treball es feia cada cop més difícil de descriure a mesura que avançava la seva carrera, l'estil musical de Coil abastava gèneres com la música industrial, el noise, l'ambient i el dark ambient, el neofolk, la paraula parlada, la música drone i la música minimalista, i sovint consideraven les seves obres més com a rituals màgics que com a peces musicals. Balance es va referir explícitament a aquest enfocament com a «música màgica». Balance va descriure la primera meitat de la discografia de Coil com a «solar» i el seu treball posterior com a moon musick.
Coil va incorporar molts instruments exòtics i rars a les seves gravacions i actuacions. El grup va expressar un interès particular pels instruments electrònics d'època, com ara el sintetitzador Moog, el sintetitzador ANS, el Mellotron i l'Optigan. Durant el darrer període de Coil, el músic de marimba Tom Edwards es va unir al grup i va actuar als àlbums en directe Live Two i Live Three, així com als àlbums d'estudi Black Antlers i The Ape of Naples . Sovint com a resultat de la improvisació i la intuïció, Coil va utilitzar mètodes experimentals com la tècnica cut-up, l'ús de drogues rituals, la privació del son, els somnis lúcids, els mètodes d'escriptura a la manera de John Dee, el glitch, la sincronització SETI i la teoria del caos.
La distribució de Coil de vegades incloïa la publicació d'edicions limitades d'àlbums, convertint-los així en articles de col·leccionisme entre els seguidors. Incloent peculiaritats com ara «objectes d'art», autògrafs semblants a un sigil i, fins i tot, taques de sang a l'embalatge dels seus àlbums. Coil va afirmar que això feia que el seu treball fos més personal per als veritables fans, convertint els seus discos en quelcom semblant a artefactes ocults. Aquesta pràctica es va incrementar notablement a la meitat posterior de la seva carrera. El 2003 Coil va començar a reeditar moltes obres rares, la majoria remescles. També va presentar un servei de descàrrega, on es va posar a disposició una gran quantitat de la seva música descatalogada.

Coil tenia creences paganes i alquímiques, així com una fixació per la màgia del caos, que de vegades eren etiquetades com a «satàniques». Balance es va referir explícitament a si mateix com un «pagà renascut», i va descriure el seu paganisme com una «espiritualitat dins de la natura». Christopherson, però, va descriure les creences de Coil com a independents:
No seguim cap dogma religiós en particular. De fet, al revés, tendim a desanimar el seguiment de dogmes o falsos profetes, per dir-ho d'alguna manera. I fins al moment no tenim una visió gaire comprensiva del cristianisme. El que seguim són els nostres propis nassos, i no ho dic en un sentit químic.

## Influències i llegat
Tot i que Coil va expressar interès per molts grups musicals, poques vegades van afirmar estar-ne influenciats. Coil va declarar explícitament la influència de fonts no musicals com William Burroughs, Aleister Crowley, Brion Gysin i Austin Spare. A més, el grup era amic de Burroughs i posseïa algunes de les obres d'art originals de Spare Ass Annie And Other Tales.
Balance va animar els fans a intercanviar, discutir i descobrir noves i diferents formes de música, destacant la importància de la varietat. La música per la qual Coil va expressar interès és diversa i àmplia, des de la música concreta fins a la música folk, passant pel hardcore punk la clàssica i el tecno. Entre els músics pels quals Coil va expressar interès hi havia els primers artistes electrònics, experimentals i minimalistes: Harry Partch, La Monte Young, Karlheinz Stockhausen (considerat per Balance com a «membre honorari de Coil»), Alvin Lucier i Arvo Pärt. Coil també va expressar interès per grups krautrock com Cluster, Amon Düül II, Can, Kraftwerk i Tangerine Dream. Els músics i grups de rock en què Coil va mostrar interès són: Angus Maclise, Captain Beefheart, Flipper, Leonard Cohen, Lou Reed, Nico, Pere Ubu, Butthole Surfers, Napalm Death, The Birthday Party, The Velvet Underground i The Virgin Prunes. Coil va expressar interès pel compositor rus Ígor Stravinski, i va utilitzar una mostra del seu ballet La consagració de la primavera a «Horse Rotorvator» cançó de The Anal Staircase. A més, a l'àlbum Black Antlers Coil va dedicar una cançó a Sun Ra i va incloure una versió del grup Bam Bam.
La influència de Coil en la música electrònica s'ha fet més evident des de la mort de Balance, amb músics electrònics d'arreu del món col·laborant en una sèrie d'àlbums tribut. Alguns artistes notables que apareixen en aquests àlbums són Alec Empire, Chris Connelly i KK Null. El líder de Nine Inch Nails, Trent Reznor, també va expressar la important influència que el grup va tenir en el seu treball.
El tema «At the Heart of It All» de Scatology va donar el seu nom a una cançó d'Aphex Twin de l'àlbum de remescles de Nine Inch Nails Further Down the Spiral. Coil també va proporcionar remescles per a Further Down the Spiral així com «Gave Up» a l'àlbum Fixed. A més, el 2010, Reznor, Mariqueen Maandig i Atticus Ross van fundar un nou grup anomenat How to Destroy Angels amb motiu de la cançó de Coil.

## Discografia
La ràpida producció musical de Coil durant dues dècades va donar lloc a un gran nombre de treballs discogràfics, projectes secundaris i remescles, així com col·laboracions.
- Scatology (1984)
- Horse Rotorvator (1986)
- Gold Is the Metal (With the Broadest Shoulders) (1987)
- Love's Secret Domain (1991)
- Stolen &amp; Contaminated Songs (1992)
- Worship the Glitch (1995, as "ELpH vs. Coil")
- A Thousand Lights in a Darkened Room (1996, as "Black Light District")
- Time Machines (1998, as "Time Machines")
- Astral Disaster (1999)
- Musick to Play in the Dark Vol. 1 (1999)[24]
- Queens of the Circulating Library (2000)
- Musick to Play in the Dark Vol. 2 (2000)
- Constant Shallowness Leads to Evil (2000)
- The Remote Viewer (2002)
- The Restitution of Decayed Intelligence (2003)
- Black Antlers (2004)
- The Ape of Naples (2005)
- The New Backwards (2008)